# Резолюция 1 на Съвета за сигурност на ООН
Резолюция 1 на Съвета за сигурност на ООН, приета без гласуване на 25 януари 1946 г., създава Комитета на началник-щабовете, който да съветва и съдейства на Съвета за сигурност, и свиква първото му заседание в Лондон на 1 февруари 1946 г. Създаването на Комитета на началник-щабовете става по реда на чл. 47 от Хартата на Обединените нации. Комитетът е съставен от началник-щабовете на армиите на постоянните членове на Съвета за сигурност или от техни представители. Резолюция 1 поставя като първа задача пред комитета неговите членове да изготвят предложение за организацията и процедурите му, което да представят пред Съвета за сигурност.